# Marcel Oudin
Marcel Oudin est un architecte français né le 10 décembre 1882 à Paris où il décède le 11 novembre 1936.

## Formation
Issu d'une famille modeste, il entre à l'École des Arts Décoratifs à Paris en 1900, à l'âge de 18 ans. Malgré une constitution fragile, il a une capacité de travail impressionnante. Il décroche des premiers prix en architecture et géométrie et se présente aux concours du "Salon" où sont exposées des œuvres de la Société des artistes français. Aux "Arts Déco", il suit les enseignements de Charles Genuys (1852-1928). Ce grand architecte sait lui transmettre son art qui allie les bases classiques à l'utilisation des matériaux nouveaux comme le béton armé ou le fer. Le jeune Marcel s'imprègne totalement de ces concepts et les applique à ses premières commandes dès 1905, alors qu'il est encore étudiant.

## Carrière
Au début de sa carrière, établi au 20, rue d'Édimbourg (8e arrondissement de Paris), Marcel Oudin est encore influencé par le mouvement Art nouveau. Ce mouvement s'inspire de la nature pour produire des formes pittoresques. C'est dans cet esprit qu'il exécute un immeuble 59, rue Chardon-Lagache avec son ami Eugène Chauliat (1883-1973) et une rénovation pour les magasins réunis République avec un groupe d'artistes de l'École de Nancy.
En 1906, il se marie à Niort avec Bernadette Eva Cayer, fille de menuisier. Il entreprend alors des travaux dans la scierie familiale. Cette rencontre avec le monde industriel lui fournit une première expérience précieuse pour sa carrière.
Sorti en 1908 de l'école, il réalise plutôt des immeubles d'habitation à Paris et, dès 1907-1908, un groupe d'habitations à Boulogne-Billancourt.

## Le style
Dès lors, Marcel Oudin quitte progressivement l'influence de l'Art nouveau pour suivre les mouvances de l'Art déco, plus sobre et plus moderne dans les formes et les matériaux. Ses chantiers sont guidés par les opportunités : des immeubles, des hôtels, des cabarets et son premier cinéma en 1912. On fait appel à lui parce qu'il maîtrise parfaitement les techniques du béton armé nécessaires à ces nouvelles commandes : grands espaces sans poteaux, voûtes, grandes hauteurs, portants importants. Il crée aussi en fonction de ses relations : proche de l'enseigne des Magasins réunis fondée par Antoine Corbin (1835-1901), il construit pour elle près de vingt projets ou réalisations. Il devient ainsi un spécialiste de l'architecture commerciale des grands magasins où la forme du bâtiment fait partie intégrante de la force de vente. Il bâtit aussi pour la famille Corbin plusieurs hôtels particuliers.
Prenant des parts dans des sociétés de cinéma, il en construit une vingtaine partout en France (dont la reconstruction du Mistral à Paris en 1921 ou à Caen en 1918). Fort de cette expérience, Pathé lui passe aussi plusieurs commandes. Il compte au même rang qu'Henri Sauvage d'avant l'avènement du cinéma parlant. Pour la famille Hennessy, il crée une immense usine d'embouteillage à Cognac, des chais et des hôtels à Dinard (entre autres, le Gallic Hotel). Il construit également des celliers, des hôtels particuliers et une cité-jardin à Reims pour les champagnes Gauthier. Boulimique de travail, il cumule ces projets avec des demandes isolées plus ou moins importantes : garages pour automobiles, entrepôts frigorifiques, immeubles, brasseries ou cabarets comme le casino de Paris en 1917.

## Récompenses
Reconnu par ses pairs, il est appelé pour construire le pavillon des Magasins réunis au village français de l'exposition internationale des arts décoratifs en 1925. Cette manifestation devient la consécration d'un mouvement artistique. Par ailleurs, il est nommé chevalier de la Légion d'honneur en 1930 pour sa participation à la reconstruction des régions dévastées par la Grande Guerre. Enfin, il fait partie des principaux groupes d'architectes de sa génération : architectes diplômés des arts décoratifs, société nationale des Architectes de France et le groupe des Architectes modernes[Quoi ?].
Il meurt brutalement à l'âge de 54 ans en pleine période de création : un théâtre pour Carcassonne, des hôtels particuliers, un travail pour un concours pour encourager l'art et l'industrie.
Pendant toute sa carrière, comme le lui avait enseigné Charles Genuys, Marcel Oudin a su mettre son sens artistique issu des arts décoratifs au service d'une architecture pratique et fonctionnelle mêlant des bases classiques et esthétiques avec l'utilisation des matériaux modernes de son époque.